# Ishikawa Goemon
Ishikawa Goemon (石川 五右衛門?; Iga, 24 agosto 1558 – Castello di Fushimi, 9 ottobre 1594) è stato un leggendario guerriero ninja e bandito, che rubava oro e oggetti preziosi per darli ai poveri.

## Biografia
Si hanno poche informazioni circa la vita di Ishikawa Goemon, che è diventato oggi una figura simbolo del folclore giapponese. È stato ucciso, bruciato nell'olio bollente, per aver tentato di uccidere Toyotomi Hideyoshi.
In una delle tante versioni della leggenda, attentò alla vita di Toyotomi per vendicare la morte della moglie e la cattura di suo figlio, Gobei. Quando entrò nella stanza di Toyotomi, però, provocò un rumore che svegliò le guardie e venne così catturato. Fu condannato a morte con il giovane figlio, che riuscì però a salvarsi, poiché il padre lo tenne sopra il livello dell'olio bollente.
In un'altra versione, voleva uccidere Toyotomi perché era un despota. Quando entrò nella stanza di Toyotomi, venne scoperto grazie ad un incensiere mistico. Venne giustiziato tramite bollitura a morte il 9 ottobre 1594, con l'intera famiglia.

## Nei media

### Manga e anime
- Goemon Ishikawa XIII della serie manga e anime Lupin III, creata da Monkey Punch, è un discendente diretto di Ishikawa Goemon. Il suo antenato compare di fatto nell'episodio 120 dell'anime Le nuove avventure di Lupin III, nello special televisivo Lupin III - Spada Zantetsu, infuocati! e nel capitolo La maledizione degli Ishikawa del manga Lupin III Millennium.
- Kozuki Oden della serie manga e anime One Piece, creata da Eiichirō Oda, è ispirato a Ishikawa Goemon. Infatti, come quest'ultimo, venne giustiziato nell'olio bollente dopo aver attentato al tiranno ed usurpatore Orochi. Inoltre, alla stessa maniera in cui Ishikawa salvò suo figlio dall'olio, Oden salvò i 9 Foderi Rossi, samurai a lui fedeli rei di essere suoi complici, tenendoli per un'ora sopra il livello dell'olio.

### Videogiochi
- Nel videogioco Persona 5, di Atlus, Goemon Ishikawa appare sotto forma di Persona del coprotagonista Yusuke Kitagawa.